# شيغيلة فلكسنرية النمط الأول
شيغيلة فلكسنرية النمط الأول (بالإنجليزية: Shigella flexneri serotype 1)‏ هي نمط بكتيري من أنماط الشيغيلة الفلكسنرية ضمن شعبة المتقلبات.